# SomGarrigues
SomGarrigues és un periòdic quinzenal de la comarca de les Garrigues fundat l’any 2000 i editat per l'Associació Cultural Garriguenca de Comunicacions (ACGC). És membre de l'Associació Catalana de la Premsa Comarcal.

## Història
El projecte va néixer l'any 1999 en el si de l'Ateneu Popular Garriguenc de forma voluntària amb una desena de socis i va comptar amb el guiatge d'Oriol Soler i Castanys. El primer número va aparèixer el 3 de març de l'any 2000, tot i que abans, durant la Fira de l'Oli de les Borges Blanques del mateix any, es va a donar a conèixer una edició número zero.
El 2006 SomGarrigues va estrenar la seva edició digital en format web. A l'acte de presentació hi va pronunciar una conferència el director de VilaWeb, Vicent Partal i Montesinos. 11 anys després, el 22 de setembre de 2017, va néixer SomEsports, una revista mensual dedicada al món de l’esport a les Garrigues, i el 28 d'octubre de 2019 ho feia SomCanalla, una publicació bimestral gratuïta adreçada a nens i nenes de 3 a 12 anys i impulsada per la mateixa associació editora de SomGarrigues. El 23 de setembre de 2022 es va publicar el primer número d'una nova capçalera dedicada a l’agricultura, la ramaderia i el món rural, SomRurals, sumant-se a les publicacions existents SomGarrigues, somgarrigues.cat, SomCanalla i SomEsports, totes editades per l'Associació Cultural Garriguenca de Comunicacions. L'àmbit informatiu de Som Rurals cobreix les comarques de les Garrigues, Segrià, Pla d'Urgell i cinc pobles del Baix Cinca (Fraga, Mequinensa, Saidí, Torrent de Cinca i Vilella de Cinca).
Al llarg dels anys s'han realitzat diferents actes per commemorar els aniversaris de la publicació. El 2010 va tenir lloc l'acte de celebració del desè aniversari del periòdic i hi va participar la periodista i directora de Televisió de Catalunya, Mònica Terribas i Sala, i en motiu del 15è aniversari, el març del 2015, es va estrenar el nou redisseny de la publicació i a l'acte hi va participar l'editor del Diari Ara, Antoni Bassas i Onieva.
El 4 d'octubre de 2019 el SomGarrigues va incorporar Torregrossa (Pla d'Urgell) dins el seu àmbit informatiu, passant dels 33 als 34 municipis d'abast.

## Àmbit informatiu
L'àmbit informatiu de la publicació arriba a 34 pobles: 24 de les Garrigues (Garrigues administratives), 9 del Segrià (Garrigues històriques) i una del Pla d’Urgell).

## Reconeixements
Premis que ha rebut SomGarrigues i els seus periodistes, al llarg de la seva trajectòria:
- 2008 - Premi Ateneus al millor mitjà de comunicació editat per una associació cultural.[10]
- 2012 - Premi Pica d'Estats al millor treball publicat o emès als mitjans de comunicació local ('Turisme singular’, de Miquel Andreu).[11]
- 2020 - Premi Nacional de Comunicació 2020 en la categoria de comunicació de proximitat.[12]
- 2021 - Premi al millor reportatge en la categoria de premsa ('Qui és qui en l’allau de macroprojectes de renovables’, de Miquel Andreu), adjudicat per l'Associació de Publicacions Periòdiques en Català, l'Associació Catalana de la Premsa Comarcal i l'Associació de Mitjans d’Informació i Comunicació.[13]
- 2021 - Premi de periodisme d'investigació Ramon Barnils en mitjans de proximitat ('Qui és qui en l’allau de macroprojectes de renovables’, de Miquel Andreu).[14]
- 2023 - Premi Pica d'Estats, Mitjans de comunicació locals de les Terres de Lleida ('De Turisme per les Garrigues', de Xavier Franch, publicat al periòdic infantil bimensual 'Som Canalla').[15]
- 2024 - Premi de Premsa No Diària a Som Rurals, adjudicat per l'Associació de Publicacions Periòdiques en Català, l'Associació Catalana de la Premsa Comarcal i l'Associació de Mitjans d’Informació i Comunicació.[16]